# Exo
Exo (estilizado como EXO; hangul: 엑소; rr: Ekso; MR: Ek'so) é um grupo masculino sino-coreano formado pela S.M. Entertainment em 2011, o grupo estreou em 2012 com doze membros separados em dois subgrupos, Exo-K e Exo-M, performando músicas em coreano e mandarim, respectivamente. Atualmente, ele é composto por nove membros: Xiumin, Suho, Lay, Baekhyun, Chen, Chanyeol, D.O., Kai, e Sehun. Sua formação original também incluía Luhan, Kris e Tao, que saíram do grupo após abrirem processos contra a S.M. Entertainment.
Sua estreia oficial ocorreu em 8 de abril de 2012 com o lançamento do single "Mama" do EP homônimo. Em 2013, conquistou seu primeiro grande êxito ao lançar seu primeiro álbum de estúdio, XOXO, e o hit single "Growl", vendendo mais de dois milhões de unidades digitais da canção apenas na Coreia do Sul. Poucos meses após o lançamento de "Growl", XOXO acumulou um milhão de cópias vendidas, fazendo com que EXO se tornasse o primeiro artista de K-pop em doze anos a ultrapassar a marca. Os álbuns de estúdio subsequentes, Exodus (2015), Ex'Act (2016) e The War (2017), continuaram com vendas fortes, todos totalizando mais de um milhão de cópias vendidas se tornando os únicos artistas coreanos a terem o título de quadruple million seller.
Descrito como "a maior boyband do mundo" pela Dazed e Vogue, é o artista com o maior número de grandes prêmios (hangul: 대상; rr: Daesangs) da história. Desde 2014, tem classificado-se nas cinco primeiras posições da lista de celebridades poderosas da Forbes Korea, ocupando a posição mais alta para grupos masculinos de K-pop em 2015, 2016 e 2017.  Em 2015, realizou sua estreia no mercado fonográfico japonês com o lançamento do CD single "Love Me Right ～romantic universe～".  Em 2018 foram homenageados pela Korean Mint Corporation (KOMC), casa da moeda nacional coreana, com medalhas oficiais comemorativas em reconhecimento por serem o centro da Onda Coreana/Hallyu e por estarem no topo entre os grupos coreanos.

## História

### Formação e antecedentes
Antes da estreia do grupo, os integrantes passaram por um treinamento sistemático na S.M. Entertainment. O líder do grupo, Suho, foi o primeiro integrante a entrar na agência e possui o maior período de treinamento, totalizando sete anos. Os demais integrantes juntaram-se à agência com o passar dos anos. Os últimos a entrarem na empresa foram Baekhyun e Chen, ambos vocalistas principais, que entraram em 2011 através do sistema de casting da S.M.
Em janeiro de 2011, o fundador da S.M. Entertainment, Lee Soo-man, anunciou seus planos de estrear um novo grupo masculino em março ou abril do mesmo ano. Em maio, Soo-man falou sobre o grupo em um seminário empresarial da Hallyu realizado na Universidade Stanford. Na apresentação, ele explicou a sua estratégia de separá-lo em dois subgrupos, M1 e M2, que promoveriam as mesmas canções na Coreia do Sul e na China, em coreano e mandarim. Ele planejava estreá-lo em maio de 2011, porém a estreia foi adiada. Notícias sobre o grupo vieram à tona em outubro de 2011 quando o produtor brevemente discutiu sobre seus planos de conceito para o grupo em entrevista ao The Chosun Ilbo.
Em dezembro, oficializou seu nome como EXO—retirado de exoplaneta, termo que se refere à planetas fora do Sistema Solar—com o nome EXO-K para o subgrupo sul-coreano e EXO-M para o subgrupo chinês. Os doze membros da formação original foram introduzidos individualmente através de vinte e três diferentes teasers lançados de dezembro de 2011 a fevereiro de 2012. Kai, Luhan, Tao, e Chen foram os quatro primeiros membros a serem apresentados, estreando na apresentação pública no evento da SBS Gayo Daejun em 29 de dezembro de 2011.

### 2012: Pré-lançamentos eMama

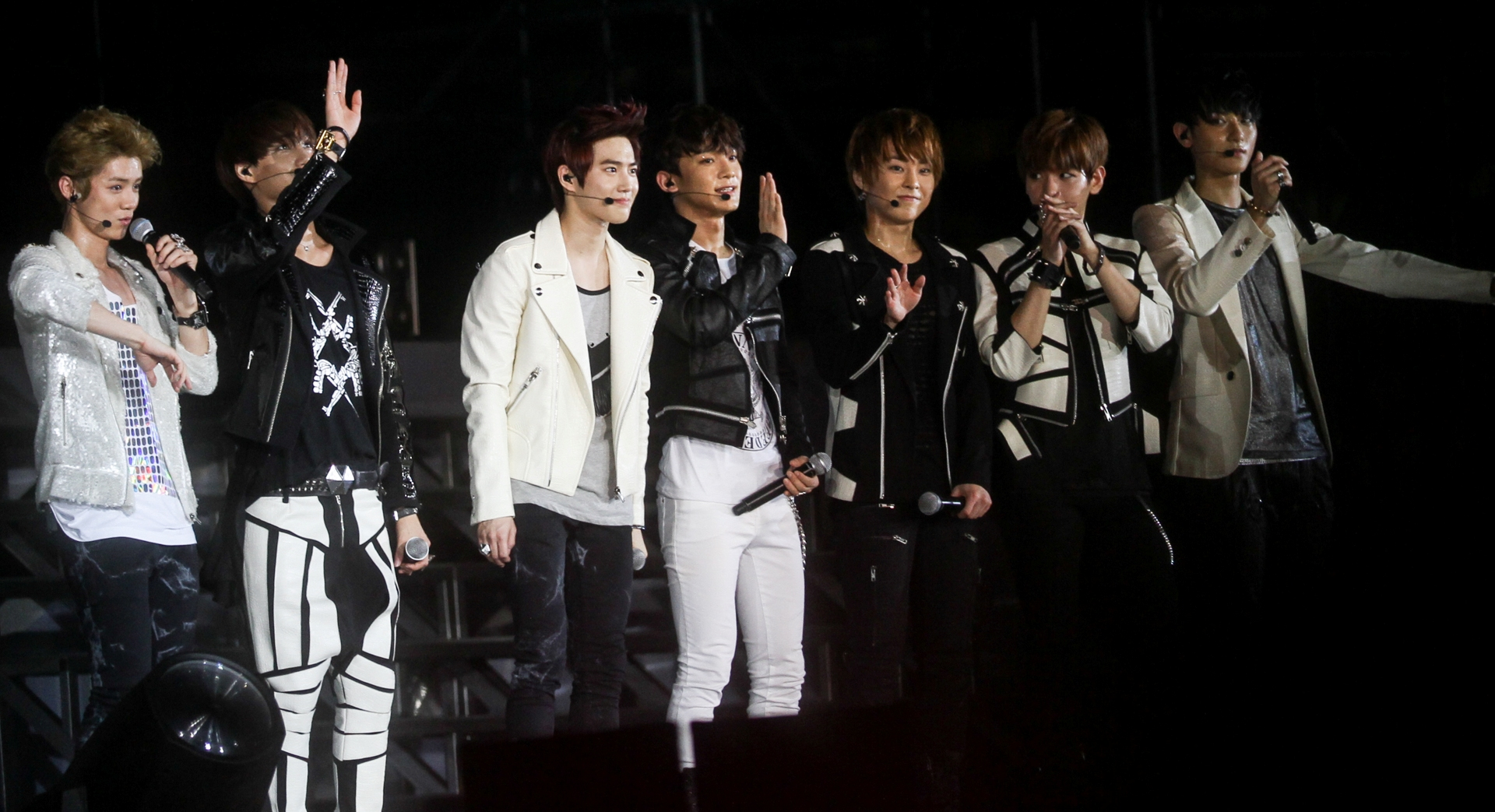
EXO-M no SM Town Live World Tour III em novembro de 2012, Singapura.

Em 30 de janeiro de 2012, os subgrupos lançaram "What Is Love", seus primeiros singles promocionais. Em 9 de março, foi lançado o single promocional "History". O concerto de estreia do grupo foi realizado no Estádio Olímpico de Seul em 31 de março, cem dias após o lançamento de seu primeiro teaser em 21 de dezembro de 2011. Cerca de três mil pessoas de oito mil candidatos foram selecionadas para participarem do showcase. Um segundo concerto foi realizado no grande salão da Universidade de Negócios e Economias Internacionais em Pequim em 1 de abril..
A estreia oficial dos subgrupos ocorreu em 8 de abril com o lançamento do single "MAMA" do EP homônimo. EXO-K realizou sua apresentação de estreia na Coreia, performando no programa musical Inkigayo, enquanto o EXO-M a realizou na China, performando na décima segunda edição do Yinyue Fengyun Bang Awards. Um dia após seu lançamento, a versão mandarim do single alcançou a primeira posição de vários sites e paradas musicais chinesas. Seu videoclipe alcançou a primeira posição em sites de streaming chineses, e a versão coreana chegou ao número sete na Parada Global do YouTube. O EP do subgrupo coreano classificou-se na primeira posição da Parada de Álbuns do Gaon e oitava da Parada de Álbuns Mundiais da Billboard, enquanto a versão do subgrupo chinês alcançou a quarta e décima segunda, respectivamente.
No final de abril, EXO-M performou como artista convidado no concerto realizado em Jacarta, Indonésia da turnê Super Show 4 do seu companheiro de empresa Super Junior. Em novembro, EXO recebeu o prêmio "Melhor Novo Grupo Asiático" no Mnet Asian Music Awards. O subgrupo coreano foi indicado para três prêmios na vigésima sétima edição do Golden Disc Awards, recebendo o "Prêmio de Newbie do Ano", enquanto o subgrupo chinês foi premiado "Grupo Mais Popular" no Top Chinese Music Awards.

### 2013:XOXO, sucesso comercial eMiracles in December

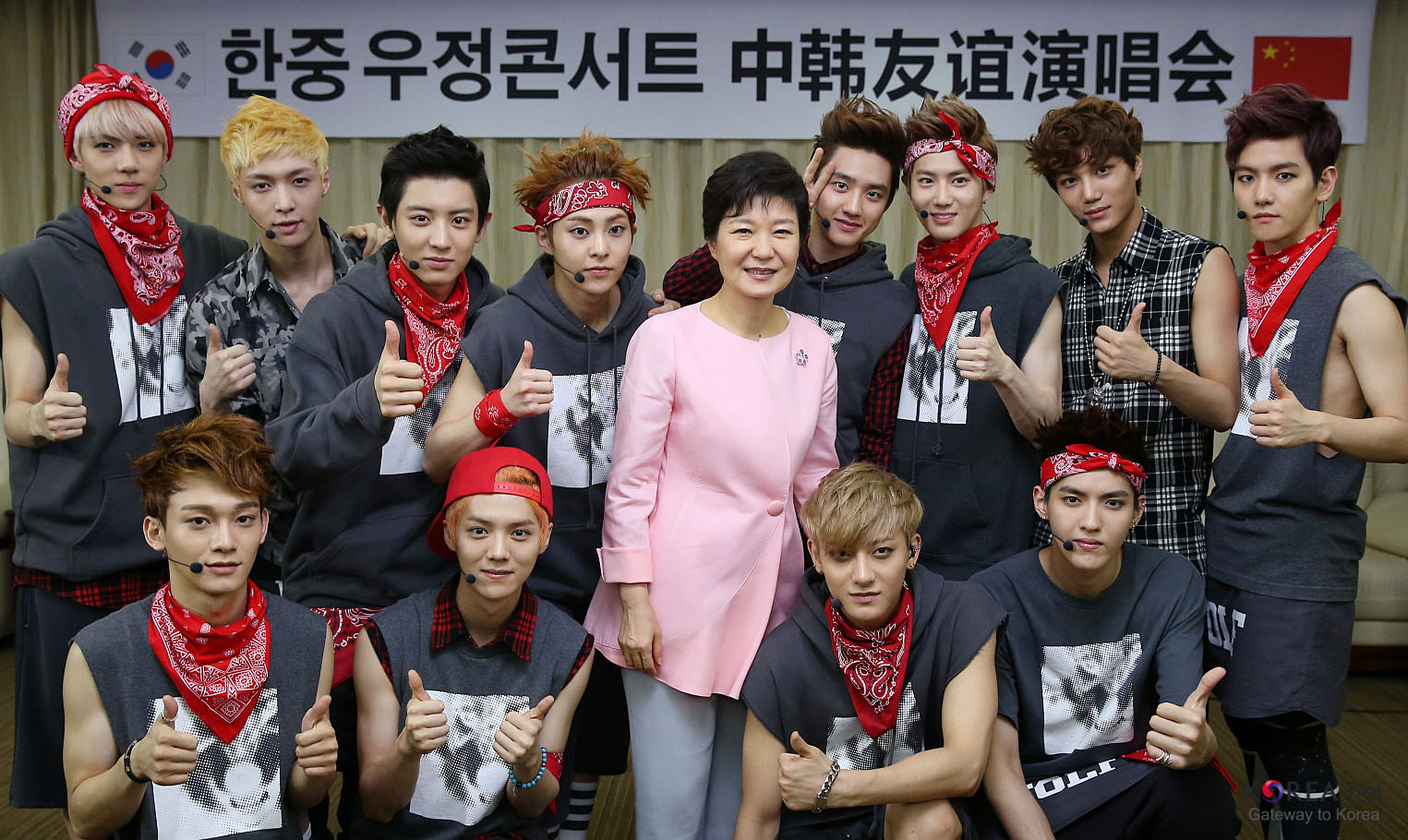
EXO com a ex-presidenta sul-coreana Park Geun-hye em 28 de junho de 2013.

Em 3 de junho de 2013, foi lançado o primeiro álbum de estúdio do grupo, intitulado XOXO. Ele foi lançado em duas versões—uma em coreano, Kiss, e uma em mandarim, Hug. Os subgrupos colaboraram para o single do álbum, intitulado "Wolf", e gravaram o resto do álbum separadamente. Poucos dias após seu lançamento, as canções alcançaram o topo de quase todas as paradas sul-coreanas e chinesas. Ambas versões do álbum alcançaram a primeira posição da Parada de Álbuns Mundiais da Billboard uma semana após o lançamento. "Wolf" foi lançada em 30 de maio, e alcançou a 10ª posição da Parada Digital do Gaon. Ela foi a primeira canção do grupo a ganhar um prêmio de um programa musical, recebendo um troféu do Show Champion em 14 de maio de 2013.
A versão repaginada de XOXO foi lançada em 5 de agosto de 2013 com três faixas adicionais. Sua faixa-título, "Growl", foi lançada em 1 de agosto. Em 18 de agosto, o single alcançou 10.554 pontos nos gráficos do Inkigayo, estabelecendo um novo um recorde no programa. Eleita Canção do Ano no Melon Music Awards e Melhor Música do Mundo no World Music Awards, "Growl" alcançou a primeira posição em todos os quatro principais programas musicais coreanos, totalizando dez vitórias. As vendas do álbum ultrapassaram um milhão de cópias, fazendo com que o EXO se tornasse o primeiro artista de K-pop em doze anos a ultrapassar a marca.  Ele foi o álbum mais vendido na Coreia em 2013, recebendo o Disco Daesang no Golden Disc Awards e no Seoul Music Awards. XOXO também recebeu o Grande Prêmio em Álbum do Ano do Mnet Asian Music Awards, tornando EXO o grupo masculino mais jovem a ganhá-lo.
Em 9 de dezembro de 2013, lançou seu primeiro EP especial de inverno, intitulado Miracles in December. O grupo iniciou as promoções através do reality show EXO's Showtime, que estreou em 28 de novembro de 2013 através da MBC Every 1. Realizou sua apresentação de retorno em 5 de dezembro de 2013, performando o single "Miracles in December" no M! Countdown.

### 2014:Overdose, processos de Kris e Luhan e primeira turnê

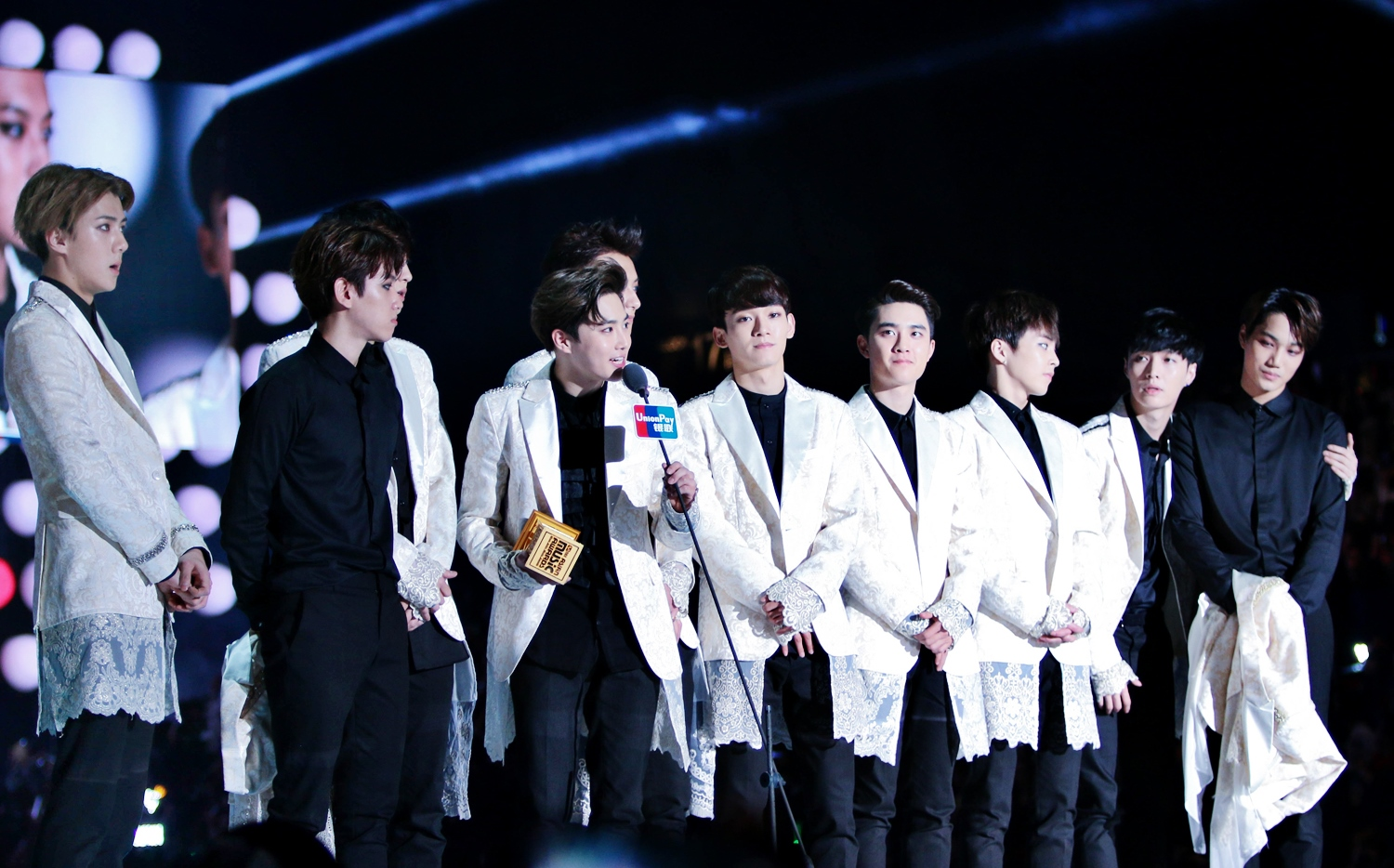
EXO na 16ª edição do Mnet Asian Music Awards em dezembro de 2014.

O terceiro extended play do grupo, intitulado Overdose, foi lançado em 7 de maio de 2014. Seu lançamento estava agendado para 21 de abril, porém, devido ao acidente da balsa, o mesmo foi adiado. Os subgrupos separaram-se novamente para divulgá-lo, fazendo-o na Coreia do Sul e na China simultaneamente. Ele tornou-se o EP mais pré-encomendado da história, alcançando mais de 660 mil pedidos de pré-vendas. A versão coreana alcançou a segunda posição da Parada de Álbuns Mundiais da Billboard, também classificando-se na 129ª posição da Billboard 200. Overdose foi o álbum mais vendido de 2014 na Coreia do Sul, tendo sido o primeiro extended play a ficar no topo das paradas anuais e a ser nomeado Álbum do Ano no Mnet Asian Music Awards.
Em 14 de maio de 2014, a S.M. Entertainment confirmou que o líder do EXO-M, Kris, havia aberto um processo judicial para terminar seu contrato, declarando violação dos direitos humanos como o motivo principal. A primeira turnê do grupo, The Lost Planet Tour, teve seu início em 23 de maio na Olympic Gymnastics Arena. Os ingressos para o concerto esgotaram em 1.47 segundo, quebrando o recorde de concerto mais rapidamente vendido por um artista coreano. Em 10 de outubro, o também membro do EXO-M Luhan entrou com um processo para anular seu contrato, devido problemas de saúde e por alegadamente ser tratado de forma diferente dos membros coreanos. Após os processos, foi anunciado que o EXO continuaria como um grupo de dez membros.
Em 22 de dezembro, lançou seu primeiro álbum ao vivo, Exology Chapter 1: The Lost Planet. O álbum estreou na primeira posição da Parada de Álbuns do Gaon e acumulou mais de setenta mil cópias vendidas até o final do mês. Apesar de não promover-se ativamente no Japão, foi o artista de K-pop com vendas mais altas no país em 2014.

### 2015:Exodus, processo de Tao, estreia japonesa eSing for You

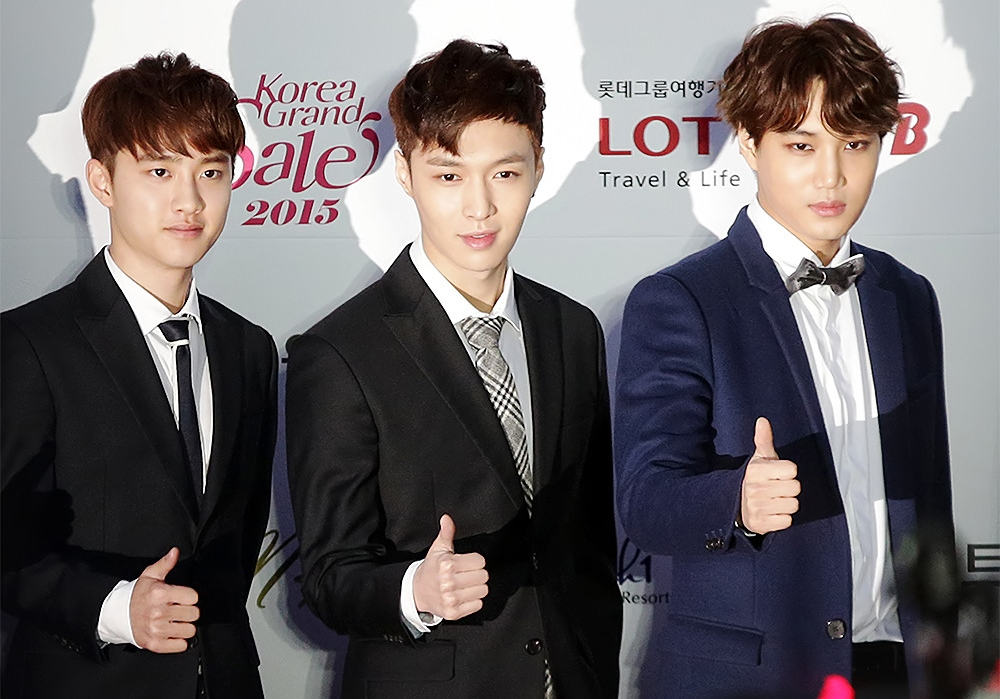
EXO na 24ª edição do Seoul Music Awards em janeiro de 2015

A segunda turnê do EXO, The EXO'luXion, foi anunciada em janeiro de 2015. Cinco concertos foram realizados no Estádio Olímpico de Seul a partir de 7 de março. Mais de um milhão e duzentos mil fãs tentaram comprar ingressos online.
Em 30 de março, seu segundo álbum de estúdio, EXODUS, foi lançado em coreano e mandarim. Foram acumulados mais de quinhentos mil pedidos de pré-venda em apenas 24 horas, estabelecendo um novo recorde. A faixa-título "Call Me Baby" foi lançada três dias antes do álbum devido versões vazadas. Seus videoclipes foram lançados quatro dias mais tarde, com a versão coreana tendo sido o vídeo musical mais visualizado do primeiro semestre de 2015. "Call Me Baby" foi muito bem sucedida, sendo a segunda canção mais premiada em programas musicais sul-coreanos. A versão coreana do álbum também quebrou recordes após ficar na primeira posição da Parada de Álbuns do Gaon por quatro semanas consecutivas. Eventualmente, EXODUS acumulou mais de um milhão de cópias vendidas, sendo o segundo álbum do grupo a fazê-lo após XOXO. Ele também trouxe para o grupo a terceira nomeação consecutiva de "Álbum do Ano" no Mnet Asian Music Awards, Seoul Music Awards, Golden Disc Awards e Melon Music Awards. Em maio, quebrou o recorde da Billboard 200 como o artista coreano de maior colocação, ocupando a nonagésima quinta posição. Também alcançou a nonagésima oitava posição da parada canadense Canadian Hot 100, tendo sido o primeiro grupo de K-pop a classificar-se nela.
Do começo de abril até o final de maio, EXO estrelou em seu próprio webdrama, intitulado EXO Next Door. Ele foi o segundo webdrama mais visualizado de 2015. O sucesso levou a CJ E&M re-editá-lo em uma versão de filme, que foi vendida na sexagésima oitava edição do Festival de Cannes. Em 22 de abril, o pai de Tao publicou uma carta através do Weibo expressando seus sentimentos e desejo que seu filho se retirasse do grupo e voltasse para a China; devido à falta de apoio da empresa em relação à sua carreira individual e questões de saúde. Poucas horas após a postagem, a S.M. Entertainment divulgou uma declaração oficial dizendo que eles estariam "buscando uma solução em direção ao desenvolvimento" negociando com Tao e seu pai.
Em 3 de junho, uma versão repaginada do EXODUS, intitulada Love Me Right, foi lançada. Esta versão contém as faixas originais do EXODUS e quatro novas canções, incluindo a faixa-título "Love Me Right". Devido à inatividade de Tao, o grupo a divulgou com apenas nove membros. Em 10 de outubro, EXO tornou-se o primeiro artista a realizar um concerto em um Dome na Coreia com o EXO - Love Concert in Dome. Os ingressos para o evento foram à venda em 21 de setembro, e a alta demanda causou a queda do servidor por mais de cinquenta minutos e o esgotamento de todos os ingressos. Cerca de vinte e dois mil fãs preencheram o Gocheok Sky Dome para o evento.
Após assinar com a Avex Trax, o grupo realizou sua estreia japonesa em 4 de novembro de 2015. Seu primeiro lançamento no Japão foi o CD single "Love Me Right ～romantic universe～", composto pela versão japonesa de "Love Me Right" e uma nova canção, "Drop That". Ele estreou na primeira posição da Parada do Oricon; totalizando mais de 147 mil unidades vendidas e estabelecendo recorde como o single japonês de estreia por um artista sul-coreano mais bem-vendido. Como parte de sua turnê The EXO'luXion, performou para mais de 145 mil fãs no Tokyo Dome de 6 a 8 de novembro, quebrando o recorde de menor quantidade de tempo desde a estreia para realizar um concerto no local. Em 9 de novembro, lançou o single "Lightsaber" como parte da colaboração entre a S.M. Entertainment e a Walt Disney para promover o filme Star Wars: O Despertar da Força antes de seu lançamento na Coreia do Sul.
Em 10 de dezembro, lançou seu segundo EP especial de inverno, Sing for You, juntamente de duas faixas-título, "Sing for You" e "Unfair". O EP quebrou o recorde de vendas mais altas na primeira semana de um artista coreano, vendendo mais de 267 mil cópias em sua primeira semana, que foi superado no ano sucessor com o lançamento do terceiro álbum de estúdio do grupo, EX'ACT. A S.M. Entertainment confirmou que parte dos lucros de Sing for You seriam doados para a campanha "Smile for You" da UNICEF para apoiar a educação musical para crianças na Ásia.

### 2016: Turnê norte-americana,Ex'Act,Coming OvereFor Life

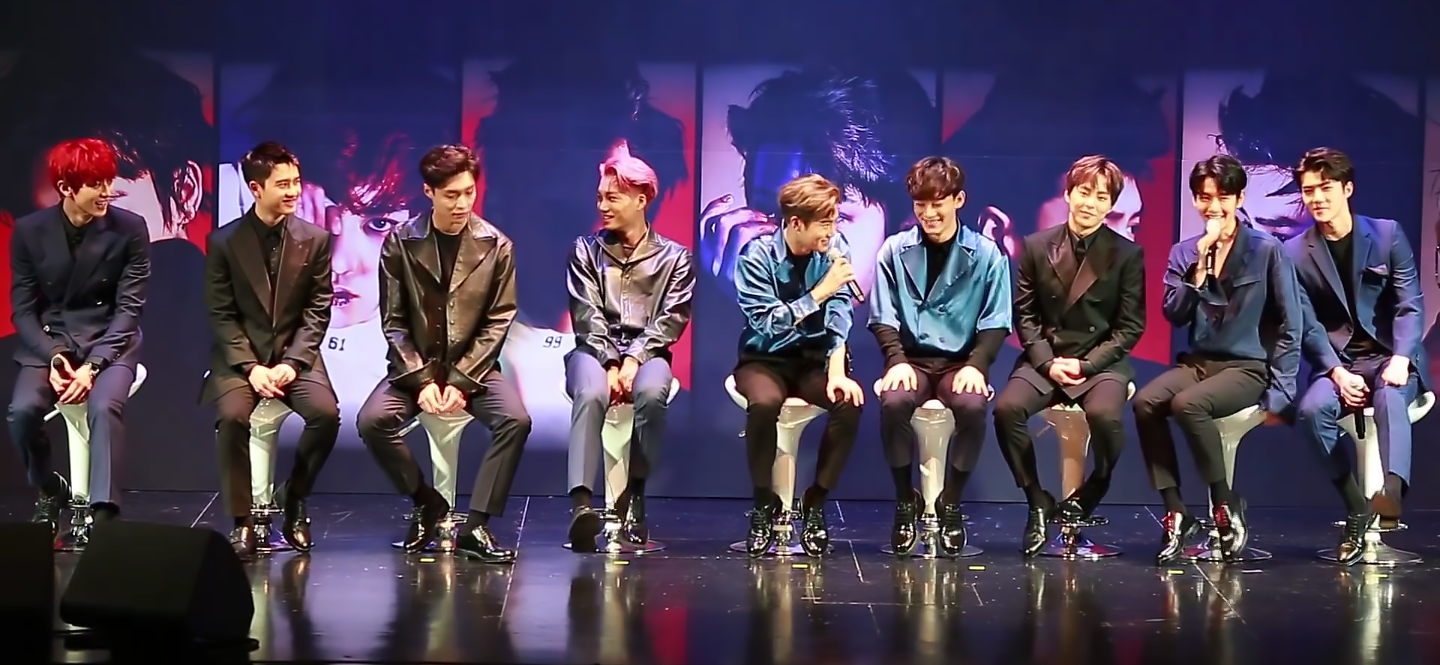
EXO na conferência de imprensa do lançamento do Ex'act em junho de 2016

Em fevereiro de 2016, EXO realizou concertos da turnê The EXO'luXion em cinco cidades norte-americanas: Dallas, Vancouver, Los Angeles, Chicago e Nova Jérsia. No mesmo mês, foi classificado pela Forbes Korea como a celebridade mais influente da Coreia. Em março, finalizou sua turnê apresentando-se três vezes em Seul para mais de 42 mil pessoas. Ela totalizou mais de 740 mil ingressos vendidos para 44 concertos em 12 países.
Seu terceiro álbum de estúdio, EX'ACT, foi lançado pela S.M. Entertainment em 9 de junho. As versões coreana e mandarim estrearam, respectivamente, nas duas primeiras posições da Parada de Álbuns do Gaon, enquanto a versão combinada estreou na segunda posição da Parada de Álbuns Mundiais da Billboard. Foram realizados mais de seiscentos e sessenta mil pedidos de pré-venda, também tendo estabelecido um recorde ao vender pouco mais de meio milhão de cópias em sua primeira semana de vendas. EX'ACT foi o álbum mais vendido na Coreia do Sul em 2016, sendo o terceiro álbum do grupo a totalizar mais de um milhão de unidades vendidas. Ele também foi premiado com o Disco Daesang do Golden Disc Awards e com o Grande Prêmio do Mnet Asian Music Awards e do Seoul Music Awards, estabelecendo um recorde como primeiro artista a ganhá-los por quatro anos consecutivos.
EX'ACT é composto por dois singles com estilos musicais distintos, "Lucky One" e "Monster", disponibilizados em conjunto do lançamento do álbum. "Monster" foi a primeira canção do grupo a conquistar a primeira posição na Parada de Músicas Digitais Mundiais da Billboard, enquanto "Lucky One" alcançou a terceira.
Como parte das promoções do álbum, o grupo colaborou com revista W Korea no projeto "EXOclusive", que consistiu no lançamento de cinquenta e quatro páginas em uma edição de nove capas individuais dos integrantes. Foram vendidas pouco menos de um milhão de cópias, estabelecendo um recorde de maior número de vendas para uma revista de moda na Coreia. Em 15 de julho, foi lançado o jogo de celular oficial do grupo, EXORUN, co-desenvolvido pela Putto Entertainment e SM Mobile Communications. Em 21 de julho, Kris e Luhan oficialmente saíram do grupo com o fim de suas disputas de contrato com a S.M. Entertainment. No dia seguinte, EXO embarcou em sua terceira turnê, intitulada The EXO'rDIUM. Após realizar concertos na frente de mais de oitenta e quatro mil pessoas, estabeleceu um recorde como o primeiro artista a realizar seis concertos consecutivos na Olympic Gymnastics Arena.
Uma versão repaginada de EX'ACT, intitulada Lotto, foi lançada em 18 de agosto. As versões coreana e mandarim alcançaram, respectivamente, a primeira e segunda posição na Parada de Álbuns do Gaon. Sua faixa-título homônima foi lançada em conjunto de três novas canções não inclusas na versão original. Ela conquistou a primeira posição da Parada de Músicas Digitais Mundiais da Billboard e o segundo lugar na Parada Digital do Gaon.  Em 17 de setembro, foi lançado o single "Dancing King", uma faixa de dance colaborativa com o comediante Yoo Jae-suk, através do projeto SM Station. A canção alcançou o primeiro lugar em sete paradas musicais da Coreia do Sul e estreou na terceira posição da Parada de Músicas Digitais Mundiais da Billboard. Ela foi inclusa no primeiro álbum de compilação do projeto, intitulado S.M. Station Season 1, que teve seu lançamento em 6 de abril do ano seguinte.
Em 7 de dezembro, EXO lançou seu segundo CD single japonês, "Coming Over". Foram vendidos mais de 150 mil álbuns físicos no Japão em sua primeira semana de vendas, recebendo uma certificação de platina da Recording Industry Association of Japan (RIAJ). Ele também alcançou a quadragésima primeira posição na Parada Anual de 2016 do Oricon. Em 18 de dezembro, lançou seu terceiro EP especial de inverno, For Life. Inspirando-se nas doações que fizeram no ano anterior, foi relatado que o grupo doou todos os lucros do EP para a caridade. Mesmo sem divulgá-lo em programas musicais, foram vendidos mais de 300 mil unidades físicas em sua primeira semana de vendas. O grupo terminou o ano com mais de 2,13 milhões de cópias vendidas dos álbuns do grupo, dos integrantes e da subunidade, estabelecendo ainda mais um recorde.

### 2017:The WareUniverse

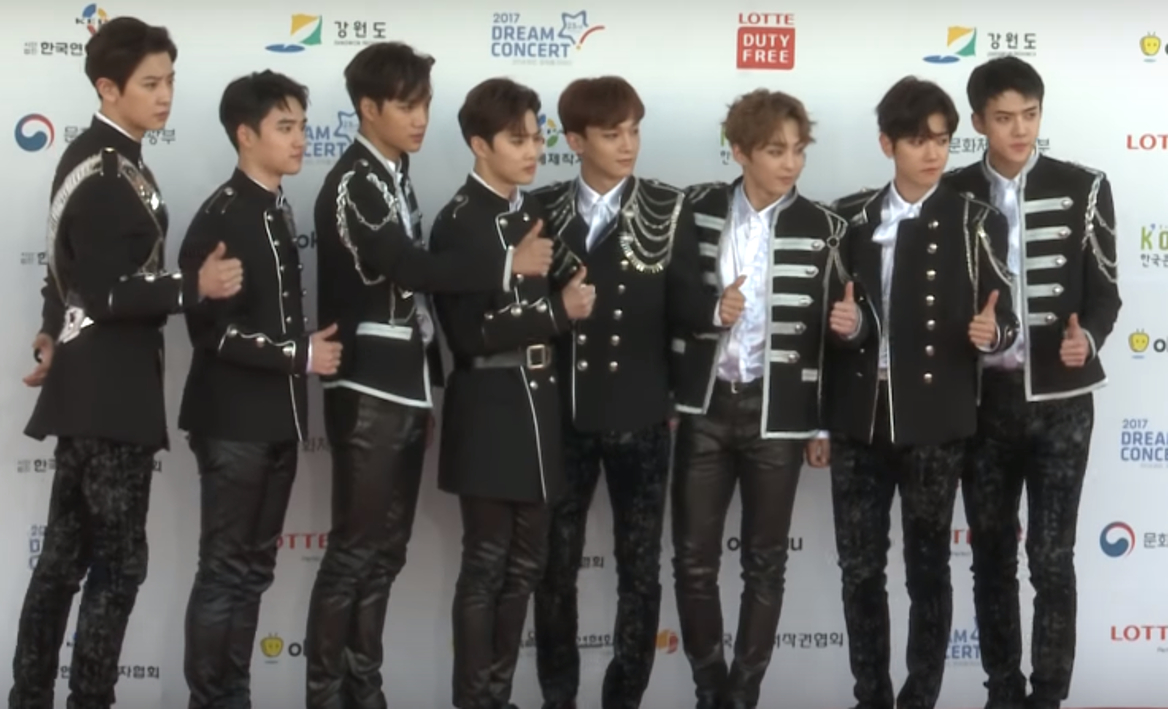
EXO na 9ª edição do Dream Concert em junho de 2017

Em 30 de março de 2017, foi anunciado que o grupo finalizaria sua terceira turnê, The EXO'rDIUM, com dois shows no Estádio Olímpico de Seul, o maior estádio da Coreia do Sul, realizados em 27 e 28 de maio. EXO foi o quinto artista de K-pop a realizar um show no estádio, apresentando-se na frente de mais de setenta mil pessoas no total. Os ingressos para ambas as noites esgotaram-se em menos de trinta minutos.
Em junho de 2017, a agência anunciou que o próximo álbum de estúdio do grupo seria lançado sem a participação do integrante Lay, devido ao cronograma de promoção na China dele ter se sobreposto com o do grupo. O álbum, intitulado The War, obteve mais de 800 mil cópias encomendadas em sua pré-venda. Seu lançamento digital ocorreu em 18 de julho em conjunto do single "Ko Ko Bop", enquanto seu lançamento físico ocorreu no dia seguinte. A faixa-título classificou-se na primeira e segunda posição na Parada Digital do Gaon e na Parada de Músicas Digitais Mundiais da Billboard, respectivamente. Sua coreografia tornou-se viral, levando à criação do Ko Ko Bop Challenge. Com a alta popularidade da canção, acumularam-se onze troféus de programas musicais. O álbum também foi bem recebido, estreando na primeira posição da parada de álbuns do Gaon e da parada de álbuns mundiais da Billboard. Pouco menos de um mês após seu lançamento, mais de um milhão de cópias foram vendidas apenas na Coreia do Sul, sendo o quarto álbum de estúdio consecutivo do grupo a ultrapassar a marca. Se tornou seu álbum mais bem sucedido na Billboard 200 dos EUA e foi o seu quinto álbum a receber o grande prêmio em álbum do ano no Mnet Asian Music Awards.
O álbum foi relançado sob o título The War: The Power of Music em 5 de setembro, com a adição de três faixas inéditas, incluindo o single "Power". Em 14 de setembro, a canção recebeu a pontuação máxima de onze mil pontos no programa musical M! Countdown, fazendo com que o EXO se tornasse o primeiro artista a alcançá-la após mudanças no sistema do programa terem sido implementadas em junho de 2015. Essa vitória fez com que o grupo totalizasse cem prêmios de programas musicais, sendo o único artista masculino da história a alcançar tal marca.
Em 19 de outubro, EXO anunciou sua terceira turnê mundial – quarta no total –, The EℓyXiOn. Os concertos começaram a partir do dia 24 de novembro de 2017 no estádio Gocheok Sky Dome em Seoul, Coreia do Sul e se encerraram no dia 11 de agosto de 2018 em Macau, China. A procura por ingressos para os últimos dias dos shows foram intensas, registrando no site de vendas 1,15 milhões de acessos, esgotando todos os ingressos em 0,2 segundos quebrando recorde mundial. No mês seguinte, foi anunciado o lançamento do álbum de estúdio japonês Countdown para 24 de janeiro de 2018. Em 5 de dezembro de 2017, foi liberada uma versão encurtada do videoclipe de "Electric Kiss", single do álbum. Em 26 de dezembro, lançou Universe, um extended play com temática natalina composto por sete faixas, incluindo um single homônimo. Seu lançamento estava agendado para 21 de dezembro, porém, devido à morte de Kim Jong-hyun, integrante do grupo SHINee, agenciado pela mesma agência do EXO, o mesmo foi adiado.

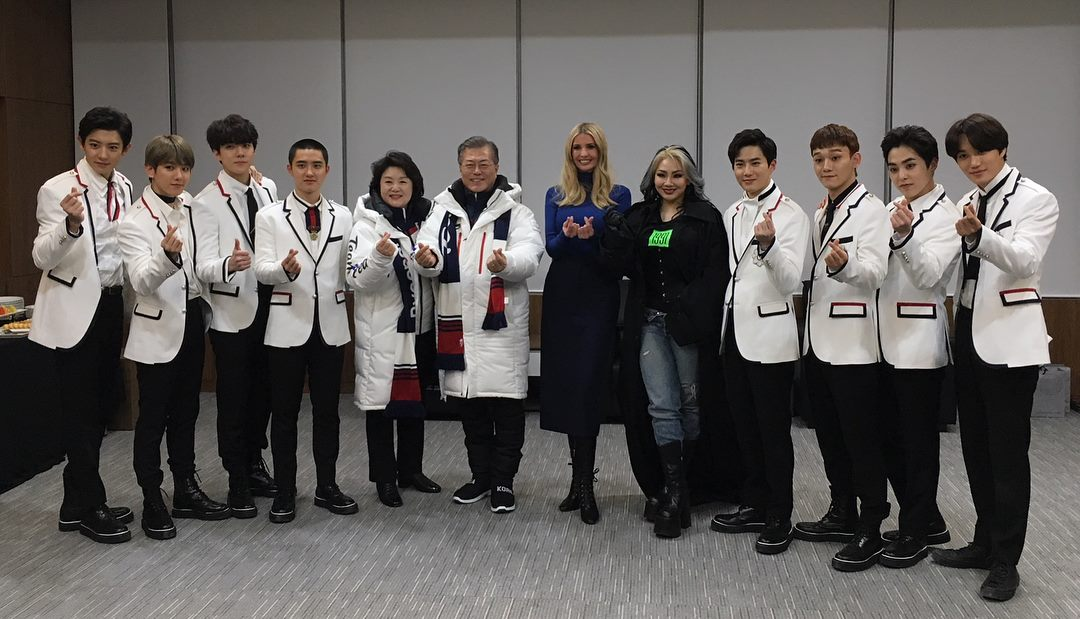
Exo com o Presidente da Coreia do Sul, Moon Jae-in, Ivanka Trump e CL nas Olímpiadas de Inverno de 2018.

### 2018–presente:CountdowneDon't Mess Up My Tempo
Em 16 de janeiro, "Power" tornou-se a primeira música do K-pop a ser tocada na Fonte de Dubai, o maior sistema de fontes coreografadas do mundo, localizado no Lago Burj Khalifa, em Dubai. "Power" foi inicialmente programada para ser reproduzida até o final de janeiro, contudo, sua reprodução foi prorrogada até 31 de março com um total de cinco shows por semana. Em 31 de janeiro, EXO lançou seu primeiro álbum japonês Countdown. Inicialmente, foi planejado para ser lançado no dia 24 de janeiro, mas foi adiado por uma semana. Countdown estreou no número um na lista semanal de Oricon, vendendo cerca de 89.000 cópias. Isso fez da EXO o primeiro grupo estrangeiro cujo álbum único e completo de estréia alcançou o primeiro lugar na lista semanal de Oricon. Dez dias após o lançamento, em 9 de fevereiro, a Recording Industry Association of Japan certificou Countdown com um disco de ouro.
No início de fevereiro, foi anunciado que a EXO atuaria na cerimônia de encerramento dos Jogos Olímpicos de Inverno de 2018 em 25 de fevereiro como representantes do K-pop, juntamente com a cantora CL. Isto foi depois que Baekhyun cantou o hino nacional na cerimônia de abertura da assembléia geral do Comité Olímpico Internacional em 5 de fevereiro e EXO realizada no concerto dos Jogos Olímpicos de 2018, um concerto especial realizado em 1º de novembro de 2017 para comemorar os cem dias da abertura dos jogos. A apresentação do grupo chamou a atenção da mídia global generalizada; muitos elogiaram o desempenho de Exo.
Em 3 de outubro de 2018, foi anunciado que o quinto álbum de estúdio do EXO, Don't Mess Up My Tempo, será lançado em 2 de novembro do mesmo ano. Também foi revelado que a versão chinesa de Don't Mess Up My Tempo incluiria o membro Lay, sendo este o seu primeiro álbum com o EXO desde a Lotto em 2016.

## Subunidade e atividades individuais

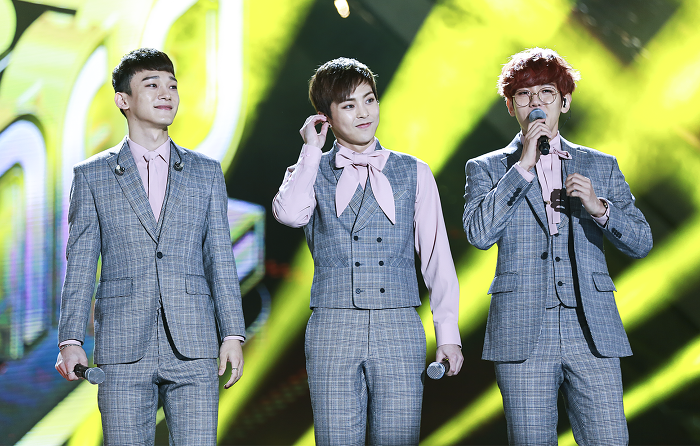
Exo-CBX no Festival Busan One Asia em Outubro de 2016

### EXO-CBX
Em 5 de outubro de 2016, a S.M. Entertainment anunciou a primeira subunidade do EXO composta por três membros: Chen, Baekhyun e Xiumin, que anteriormente lançaram uma trilha sonora original intitulada "For You" para a série de televisão da SBS Moon Lovers: Scarlet Heart Ryeo da qual o membro Baekhyun faz parte do elenco. O nome foi revelado ser EXO-CBX poucas semanas depois. Sua estreia ocorreu em 31 de outubro, com o lançamento do extended play Hey Mama! e do single homônimo. O single trouxe para a subunidade um troféu do programa musical The Show, conquistado em 15 de novembro de 2016. Hey Mama! foi o sexto álbum com maiores vendas na Coreia do Sul no ano, totalizando mais de duzentas e setenta mil cópias vendidas.
Em maio do ano seguinte, realizou sua estreia no mercado fonográfico japonês com o lançamento do EP Girls e da faixa-título "Ka-CHING!". O EP totalizou mais de sessenta mil cópias no Japão, alcançando a segunda posição da parada de álbuns do Oricon.
Em 10 de abril de 2018 seu segundo EP Blooming Days e single homônimo são lançados. O grupo realizou uma transmissão ao vivo no mesmo dia intitulada EXO-CBX's Blooming Day! no Yes24 Live Hall, onde eles falaram sobre o álbum e cantaram o single. O EP foi um sucesso de vendas, batendo a primeira semana de vendas do Hey Mama em apenas dois dias, assim estreando em #1 no gaon album chart do mês de abril, recebendo certificado de platina pelas mais de 350 mil cópias vendidas.
Em janeiro, através de um programa on-line na LINE, eles anunciaram que se prepararam para sua primeira turnê no Japão chamada "Magical Circus" em maio e junho. A turnê terá oito shows com quatro cidades no Japão, incluindo: Yokohama, Fukuoka, Nagoya e Osaka. Seu primeiro álbum de estúdio japonês, Magic , foi lançado em maio de 2018 com a faixa título "Horololo". O álbum conquistou o #1 no chart Oricon de mais vendidos da semana na terceira semana já lançado tendo vendido mais de 40 mil cópias na primeira semana.

### Exo-SC

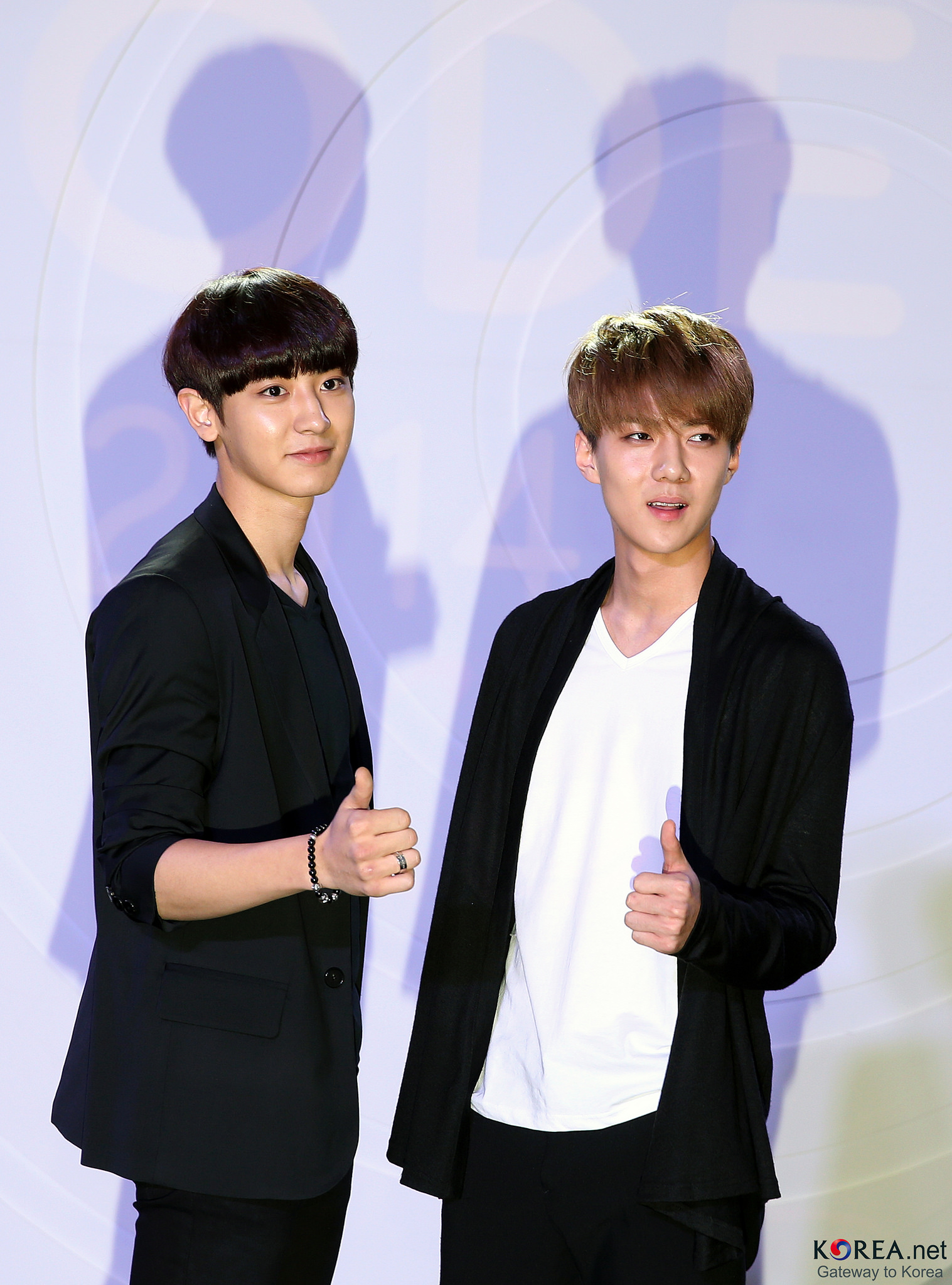
Chanyeol e Sehun no Fashion Kode 2014

No inicio de junho de 2019, foi confirmado que Sehun e Chanyeol vão estrear como membros da segunda subunidade oficial do EXO. Em 28 de junho, o nome da unit foi anunciado como EXO-SC (abreviação de SeChan), retirado da primeira letra dos nomes de seus membros. No mesmo dia, foi anunciado que a subunidade lançará seu primeiro extended play, intitulado What a Life, em 22 de julho, contendo seis faixas.

### Atividades individuais
Em 28 de outubro de 2016, Lay tornou-se o primeiro artista do grupo a realizar sua estreia como solista. Seu extended play de estreia, intitulado Lose Control, foi um sucesso de vendas tanto na Coreia do Sul quanto na China, quebrando o recorde sul-coreano de vendas mais altas por um solista, com mais de duzentas e setenta mil cópias vendidas apenas em 2016, e totalizando mais de um milhão de cópias vendidas digitalmente na plataforma musical chinesa Xiami.
Em 25 de setembro de 2017, a SM Entertainment divulgou um vídeo da música "I Need U", uma faixa de pré-lançamento de seu álbum Lay 02 Sheep, que foi lançado em 7 de outubro. A faixa principal Sheep foi lançado junto com o videoclipe no lançamento do álbum. Em seu primeiro dia de vendas digitais, o álbum bateu cinco recordes na QQ Music: Ouro, Ouro Duplo, Ouro Triplo, Platina, e Diamante (¥ 5 milhões em 9 horas e 11 minutos), ganhando o título de Álbum do Ano no Tecent Video Star Awards na China.

## Integrantes
- Xiumin (hangul: 시우민), nascido Kim Min-seok (hangul: 김민석) em Guri, Gyeonggi, Coreia do Sul em 26 de março de 1990 (34 anos).
- Suho (hangul: 수호), nascido Kim Jun-myeon (hangul: 김준면) em Seul, Coreia do Sul em 22 de maio de 1991 (33 anos). É o líder do grupo.[183]
- Lay (hangul: 레이), nascido Zhang Jiashuai (chinês tradicional: 張加帥, chinês simplificado: 张加帅) em Changsha, Hunan, China em 7 de outubro de 1991 (33 anos). Lay alterou seu nome de nascimento para Zhang Yixing (chinês tradicional: 張藝興, chinês simplificado: 张艺兴) e também é conhecido por seu nome coreano Jang Ye-heung (hangul: 장예흥).
- Baekhyun (hangul: 백현), nascido Byun Baek-hyun (hangul: 변백현) em Bucheon, Gyeonggi, Coreia do Sul em 6 de maio de 1992 (32 anos).
- Chen (hangul: 첸), nascido Kim Jong-dae (hangul: 김종대) em Siheung, Gyeonggi, Coreia do Sul em 21 de setembro de 1992 (32 anos).
- Chanyeol (hangul: 찬열), nascido Park Chan-yeol (hangul: 박찬열) em Seul, Coreia do Sul em 27 de novembro de 1992 (32 anos).
- D.O. (hangul: 디오), nascido Do Kyung-soo (hangul: 도경수) em Goyang, Gyeonggi, Coreia do Sul em 12 de janeiro de 1993 (32 anos).
- Kai (hangul: 카이), nascido Kim Jong-in (hangul: 김종인) em Suncheon, Jeolla do Sul, Coreia do Sul em 14 de janeiro de 1994 (31 anos). É a face do grupo.[nota 2]
- Sehun (hangul: 세훈), nascido Oh Se-hun (hangul: 오세훈) em Seul, Coreia do Sul em 12 de abril de 1994 (30 anos). É o visual do grupo.[nota 3]

### Ex-integrantes
- Luhan (hangul: 루한), nascido Lu Han (chinês: 鹿晗) em Haidian, Pequim, China em 20 de abril de 1990 (34 anos). Era a face e o visual do EXO-M.[nota 2][nota 3]
- Kris (hangul: 크리스), nascido Li Jiaheng (chinês: 李嘉恒) em Cantão, China em 6 de novembro de 1990 (34 anos). Era o líder do EXO-M.[183] Kris alterou seu nome de nascimento para Wu Yifan (chinês tradicional: 吳亦凡, chinês simplificado: 吴亦凡).[184]
- Tao (hangul: 타오), nascido Huang Zitao (chinês: 黄子韬) em Qingdao, Shandong, China em 2 de maio de 1993 (31 anos).

### Repartição dos subgrupos
EXO estreou com doze membros divididos em dois subgrupos, EXO-K e EXO-M, performando músicas em coreano e mandarim, respectivamente. Após o anúncio da inatividade de Tao, passou a realizar seus lançamentos sob o nome EXO. A formação original dos subgrupos consistia em:
- EXO-K: Suho, Baekhyun, Chanyeol, D.O., Kai, Sehun
- EXO-M: Xiumin, Luhan, Kris, Lay, Chen, Tao

## Discografia
| Álbuns de estúdio - 2013: XOXO - 2015: Exodus - 2016: Ex'Act - 2017: The War - 2018: Don't Mess Up My Tempo - 2019: Obsession - 2023: Exist Extended plays - 2012: Mama - 2013: Miracles in December - 2014: Overdose - 2015: Sing for You - 2016: For Life - 2017: Universe | Álbuns de estúdio - 2018: Countdown CD singles - 2015: "Love Me Right ～romantic universe～" - 2016: "Coming Over" |

## Filmografia
Em 28 de novembro de 2013, foi transmitido o primeiro episódio do primeiro reality show estrelado pelos integrantes do grupo, intitulado EXO's Showtime. Lançado como parte das promoções do EP Miracles in December, o programa mostra os bastidores de suas vidas diárias e como eles agem fora dos palcos. No ano seguinte, foi lançado XOXO EXO, que acompanhou as atividades do grupo após seu retorno ao cenário musical com o EP Overdose. Eles também estrelaram no programa EXO 90:2014 junto de alguns integrantes do SM Rookies, onde refilmaram vídeos musicais das canções de K-pop mais populares na década de 1990.
No início de 2015, Xiumin, Chanyeol, Tao, Kai e Sehun estrelaram no SurpLines EXO, um programa lançado em colaboração com a Line TV. Em abril, os membros estrelaram em seu próprio webdrama, intitulado EXO Next Door. O mesmo foi muito bem-sucedido, tendo sido o segundo webdrama com o maior número de visualizações de 2015, ficando atrás apenas de Falling for Challenge, estrelado pelo integrante Xiumin. O sucesso levou a CJ E&M re-editá-lo em uma versão de filme, que foi vendida no 68º Festival de Cannes. Em agosto, em preparação para sua estreia japonesa, foi lançado o EXO Channel, um filme-documentário dividido em 21 episódios com entrevistas dos membros e vídeos de suas apresentações.
Em junho de 2016, como parte da divulgação do seu terceiro álbum EX'ACT', foi lançada a série exclusiva EXOMENTARY no aplicativo de streaming V Live+, que mostra os membros  com seus habilidades especiais em atividades individuais e bastidores do seu novo álbum. Já no ano seguinte, durante a passagem da turnê EXO'rDIUM em território norte americano, foi gravado o novo reality show intitulado EXO TOURGRAM mostrando a passagem deles pelo país, contendo 30 episódios com duração entre 9 e 15 minutos. Em 2018, a unit EXO- CBX lança seu primeiro reality show gravado no Japão, a Travel the World on EXO’s Ladder, sendo transmitido pela XtvN (canal de tv sul coreano) e através da plataforma de conteúdos Oksusu. São 40 episódios no total, tendo atingido mais de 20 milhões de visualizações na plataforma.
Todos os membros da banda também mantêm carreiras solo em cinema, televisão e teatro.

## Prêmios e indicações
Exo ganhou inúmeros prêmios na Coréia do Sul, China e mundialmente. Em 2013, pouco mais de um ano após sua estreia oficial, o grupo recebeu seu primeiro Grande Prêmio (hangul: 대상; rr: Daesang) no Melon Music Awards, com seu single "Growl" sendo nomeado Canção do Ano. Logo apos, recebe também seu primeiro Daesang no Mnet Asian Music Award na categoria Album of The Year com seu álbum XOXO, sendo o artista mais jovem a receber tal prêmio. Exo entrou para o Guinness Book como o grupo que mais ganhou Daesang na premiação Mnet Asian Music Award, na categoria Album of The Year de 2013 até 2017. Desde então, recebeu mais vinte e três Grandes Prêmios nas premiações de maior destaque da indústria musical sul-coreana, tais como Seoul Music Awards e Golden Disc Awards, e tornou-se o artista com o maior número de grandes prêmios da história. Ele é o segundo artista masculino mais premiado da história do K-pop, recebendo mais de 238 prêmios de premiações e sendo indicado para mais de 50 outros. Tendo recebido majoritariamente prêmios da Ásia, também recebeu vários prêmios de premiações internacionais, como do MTV Europe Music Awards e do World Music Awards.
Totalizando mais de cem prêmios de programas musicais, é o artista sul-coreano com o maior número de vitórias nos mesmos. Sua primeira vitória ocorreu em 14 de junho de 2013, com o single "Wolf" recebendo um troféu do programa Music Bank. "Call Me Baby", single de seu segundo álbum de estúdio, é a segunda canção mais premiada nos programas, com dezoito prêmios, ficando atrás apenas de "Gangnam Style", canção do cantor PSY que obteve vinte vitórias nos mesmos.
Em 3 de novembro de 2017, Exo é o primeiro grupo da terceira geração a receber o prêmio de Premiação do Primeiro Ministro da Coreia no Prêmio Popular de Cultura e Artes da Coréia, que foi dado em reconhecimento ao serviço público ou á excelência em seu campo. Ao receber o prêmio, Suho disse: "Recebemos um prêmio tão grande ao lado de pessoas brilhantes... é uma grande honra. Nós nos tornaremos performers que não apenas promoverão o K-pop, mas também a Coréia.

## Outros empreendimentos

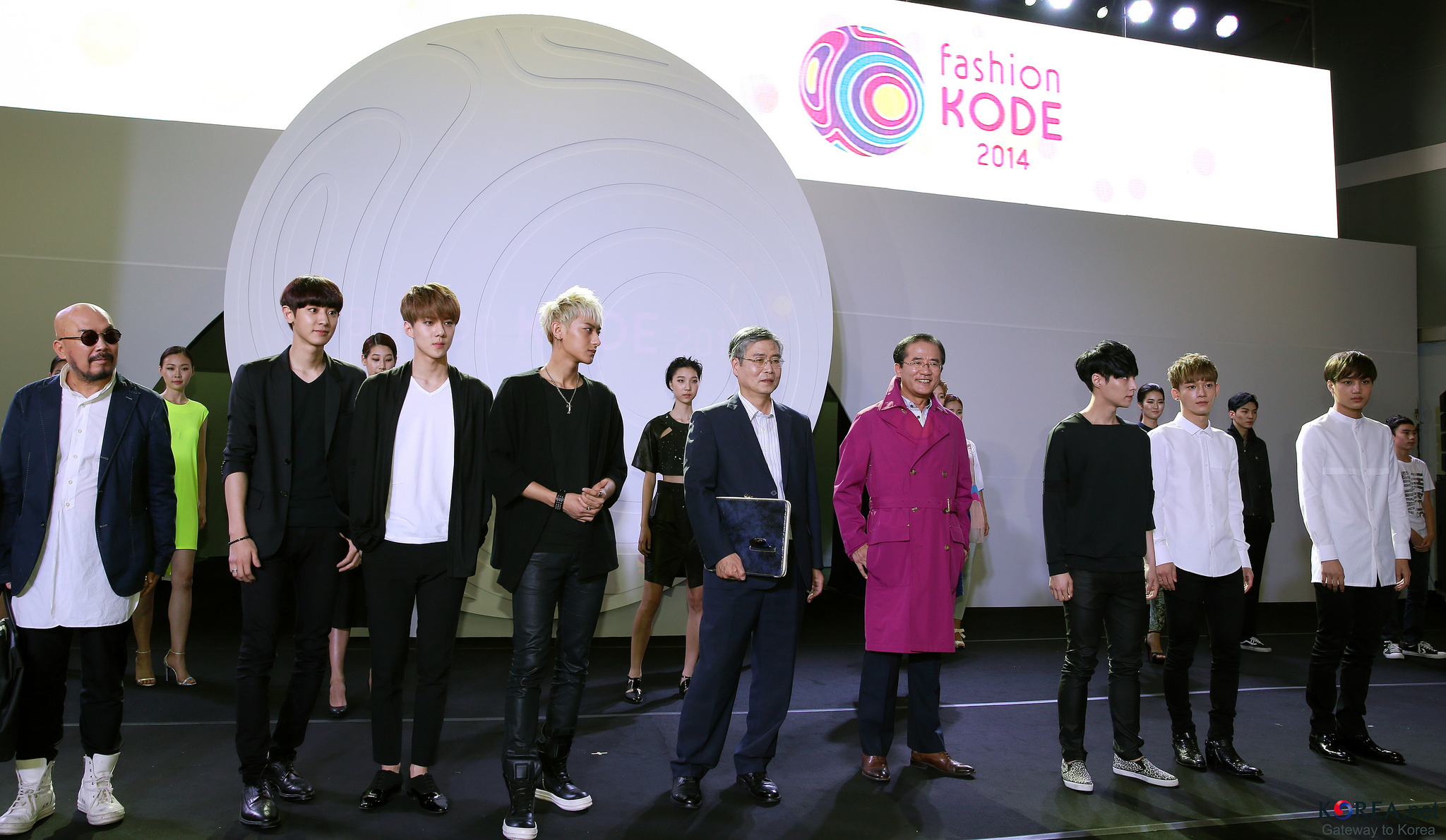
EXO at the Fashion Kode 2014

### Endossos
No início de fevereiro de 2013, EXO começou a promover a marca de roupas sul-coreana Kolon Sport. Ele gravou um comercial para o novo par de tênis que recebeu seu nome, MOVE-XO. No mesmo ano, o grupo lançou uma linha de roupas chamada Boy Who Cried Wolf (BWCW), fazendo parceria com várias marcas de rua sul-coreanas. A loja de colaboração foi temporária, e era localizada no OUTLAB em Garosu-gil, Sinsa-dong. Ele também possui um contrato de endosso de dois anos com a marca de cosméticos Nature Republic. Atualmente, é endossante de várias outras marcas e empresas, tais como SPAO, Baskin Robbins, IVY Club, MCM Worldwide, Pepero, Lotte World, Lotte Duty Free, MCM, Kangshifu Ice Tea, Hats On, Goobne Chicken e Skechers.

### Filantropia
Os integrantes do subgrupo sul-coreano, EXO-K, tornaram-se embaixadores da boa vontade da Jovem Cruz Vermelha Coreana em dezembro de 2012. Como embaixadores, colaboraram para que muitos jovens aderissem à causa e começassem a realizar trabalhos voluntários. Em julho de 2014, os integrantes do grupo, juntamente de Bae Doona, foram nomeados embaixadores oficiais do Fashion-KODE 2014, realizado pela Ministério da Cultura, Esportes e Turismo da Coreia, e do Korea Active Content Agency Fashion Festival, realizado pela Associação Coreana de Designers. No mesmo mês, foi anunciado como embaixador da marca Samsung para o Jogos Olímpicos de Verão da Juventude de 2014.
O grupo participa da campanha Smile for U, um projeto entre a S.M. Entertainment e a UNICEF que busca apoiar os sonhos e a educação musical de crianças na Ásia. Parte dos lucros de seu extended play Sing for You e dos álbuns EX'ACT e The War (álbum) foram doados para a campanha. A face e o visual do grupo,Kai e Sehun, respectivamente, também participaram em sessões de fotos para a campanha Make A Promise, um projeto entre a marca de luxo Louis Vuitton e a UNICEF que busca tornar o mundo um lugar melhor, lançando uma iniciativa global com o objetivo de angariar fundos que beneficiarão crianças em necessidade.

## Turnês
| Turnês principais - 2014–15: Exo from. Exoplanet. #1 - The Lost Planet - 2015–16: Exo Planet #2 – The Exo'luxion - 2016–17: Exo Planet #3 - The Exo'rdium - 2017–18: Exo Planet #4 - The Elyxion - 2019: Exo Planet #5 - "Exploration" Shows de residência - 2013: SM Town Week: Christmas Wonderland (com f(x)) | Turnês afiliadas - 2012–13: SM Town Live World Tour III - 2014–15: SM Town Live World Tour IV - 2016: SM Town Live World Tour V - 2017: SM Town Live World Tour VI Ato de apoio - 2012: Super Junior World Tour – Super Show 4 (Exo-M) |